# Suicidio di Lucrezia (Dürer)
Il Suicidio di Lucrezia è un dipinto a olio su tavola di tiglio (168x75 cm) di Albrecht Dürer, siglato e datato 1518, e conservato nell'Alte Pinakothek di Monaco. Si tratta di uno dei rari dipinti dall'artista dedicato a un soggetto storico/mitologico. 

## Storia
Probabilmente l'opera venne concepita molti anni prima, come farebbe pensare un disegno datato 1508 oggi all'Albertina di Vienna. Lo schizzo e poi la tavola a grandezza pressoché naturale si ricollegavano agli studi sulla proporzione, culminati nel 1507 con le tavole di Adamo ed Eva. L'opera non godette di grande successo. Allargato il drappo che le copriva i fianchi nel XVII secolo, venne occultata a lungo dietro un'altra Lucrezia di Cranach il Vecchio. 
A causa delle numerose divergenze e discordanze nelle proporzioni e dell'espressione della figura, più grottesca che drammatica, la critica l'ha spesso definita "l'opera più impopolare di Dürer".  Anzelewsky la descrisse come "una parodia piuttosto che un'esaltazione della figura classica femminile". Nonostante ciò il lavoro di Dürer ha riscosso anche ammirazione, come l'omaggio che nel 1922 le rese Giorgio de Chirico, appassionato frequentatore dell'Alte Pinakothek, che ne riprese il gesto di autoferirsi in una sua opera. 

## Descrizione e stile
La semileggendaria Lucrezia, bellissima figlia di Spurio Lucrezio e moglie di Collatino, preferì togliersi la vita piuttosto di sopravvivere all'onta di essere stata violentata dal cugino Sesto Tarquinio. 
Dürer la rappresentò in piedi davanti al cubicolo angusto col letto dove ha subito la violenza. Essa guarda al cielo e, col volto provato dal disonore, si trafigge con una spada il ventre. La sua figura si erge monumentale, priva però di quel senso di sensualità pagana presente nella Eva del Prado.